# Doug Casey
Douglas "Doug" Casey es un economista libertario y defensor del mercado libre nacido en Estados Unidos. Es un reconocido autor financiero, inversionista internacional, emprendedor y fundador y presidente de Casey Research -un proveedor de análisis financieros de suscripción acerca de mercados verticales específicos incluyendo recursos naturales/metales/minería, energía, bienes de consumo y tecnología. Desde 1979 ha escrito y colaborado en el periódico mensual enfocado en metales y minería The International Speculator. También contribuye en otros periódicos, incluyendo el The Casey Report, una publicación de corte geopolítico.
Casey se graduó en 1986 de la Universidad de Georgetown, donde fue compañero de clases del futuro presidente Bill Clinton.
Como un ávido viajero y buscador internacional de oportunidades, el primer libro de Casey, "The International Man" (El Hombre Internacional, 1978), fue diseñado para mostrar al lector como aprovechar al máximo su libertad personal y las oportunidades financieras globales. Su segunda publicación, "Crisis Investing" (Inversiones en una Crisis, 1979), se convirtió ese año en el libro financiero más vendido de la historia, posicionándose en el primer lugar de la lista de best seller del The New York Times por un total de 12 semanas no consecutivas.
Casey contribuye regularmente a distintos sitios financieros de Internet, así como a revistas en línea relacionadas al mercado libre como WorldNetDaily o LewRockwell.com, y a la publicación libertaria impresa Liberty. Él se identifica como anarcocapitalista.
Casey dio su apoyo al republicano libertario Ron Paul en su carrera presidencial en el 2008. En el 2009 realizó un discurso titulado "My Misadventures in the Third World" (Mis desventuras en el tercer mundo), en el que delineaba planes para privatizar un país pequeño y adscribirlo a la Bolsa de Nueva York.
En el 2010 inspiró un proyecto llamado International Man, aprovechando el legado de su primer libro para mostrar a los individuos cómo obtener mayor libertad personal a través de la internacionalización. Usando el poder conectivo de Internet, el proyecto incluye una red global en tiempo real compuesta por buscadores de libertad, inversionistas, aventureros, especuladores y expatriados que buscan llevar un estilo de vida internacional. El inversionista defiende la idea de que el gobierno de Estados Unidos declare insolvencia sobre su deuda nacional para castigar a los portadores de bonos que auspiciaron los préstamos que él afirma obligaría a las futuras generaciones de estadounidenses a convertirse en esclavos del estado por largos periodos. Casey afirma que la bancarrota de EE. UU. es inevitable e inferida por las cargas reales del gobierno en general, las que él estima son superiores a USD $100 trillones al incluir todos los depósitos bancarios de la Corporación Federal de Seguro de Depósitos y otros ítems no presupuestados.
En el 2012 publicó el libro "Totally Incorrect: Conversations with Doug Casey" (Totalmente Incorrecto: Conversaciones con Doug Casey).. 
Casey ha descrito el catolicismo, al que perteneció alguna vez, como "un culto caníbal a la muerte", y describió al randismo y al marxismo como religiones seculares.
Casey ha vivido en doce países y ha visitado 175. Sus oficinas se encuentran en Stowe, Vermont. A la fecha vive la mayor parte del tiempo en Argentina.

## Obras
- The International Man (1978): ISBN 978-0-932496-09-6
- Crisis Investing. (1979): ISBN 0-936906-00-6. Paperback: ISBN 0-671-42678-8.
- Crisis Investing for the Rest of the 90s (1993): ISBN 0-8065-1612-7.
- Totally Incorrect: Conversations with Doug Casey (2012): ISBN 0-988-28513-4.